# Drapeau des îles Turques-et-Caïques

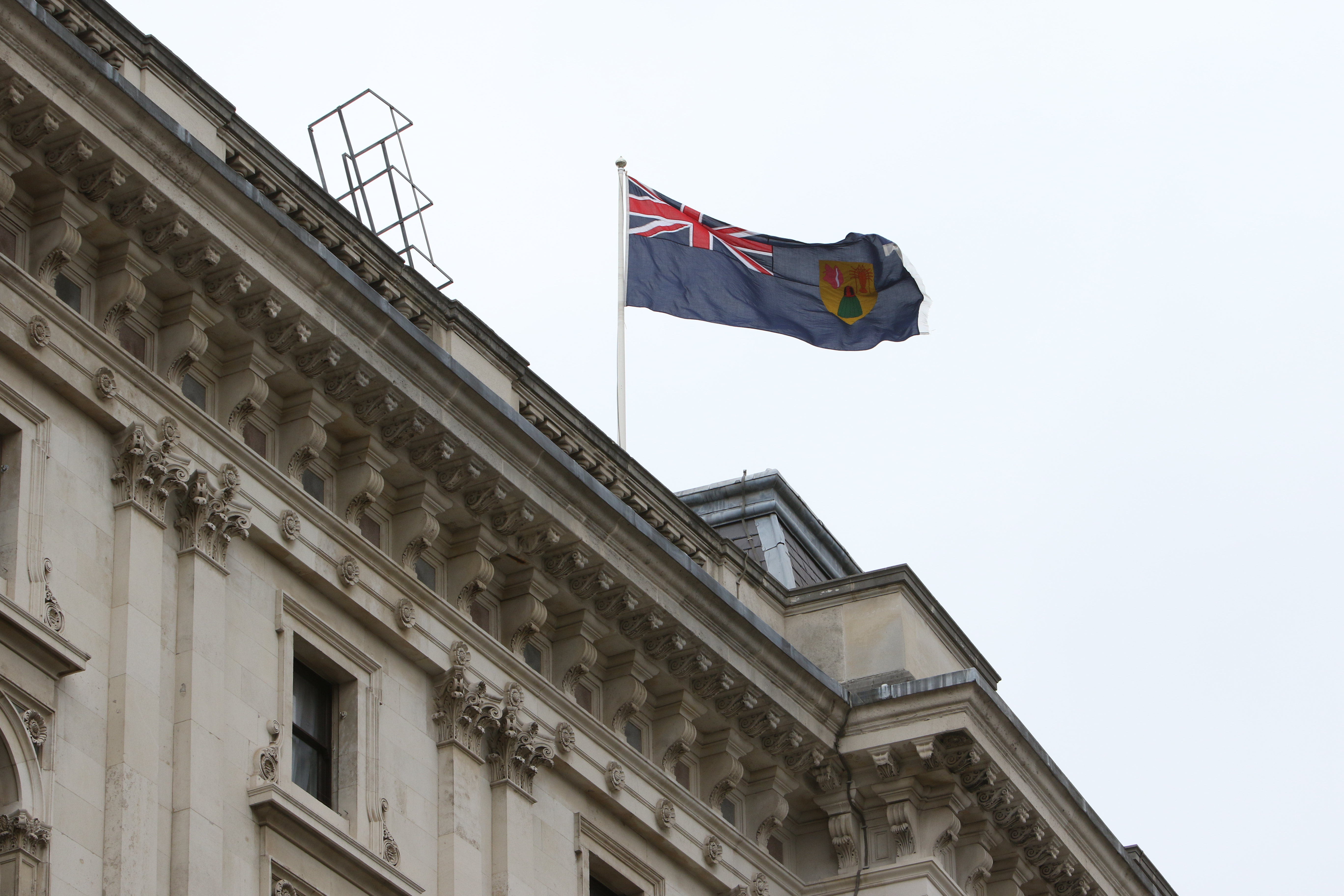
Drapeau au vent

Le drapeau des Îles Turques-et-Caïques, archipel des Antilles dépendant du Royaume-Uni, est composé du Blue Ensign avec le blason du territoire apposé sur le battant.
Ce blason représente une conque (ou lambi) et une langouste symbole de la pêche qui est l'activité principale de ces îles, et un cactus pour symboliser sa flore.
Le pavillon maritime adopte le même schéma, sauf que le fond du drapeau est rouge (Red Ensign).

## Drapeau historique

[https://www.fotw.info/flags/tc_his.html voir drapeau

De 1875 à  1968, les Îles Turques-et-Caïques étaient rattachées à la Jamaïque (jusqu'en 1962), puis aux Bahamas mais possédaient leur propre étendard.
Basé aussi sur le modèle du Blue Ensign, un voilier était représenté sur le badge circulaire. On y voit sur la plage, un pêcheur ratissant des coquillages et deux tas de sels au bord du rivage.